# Alter jüdischer Friedhof (Benešov)
Koordinaten: 49° 47′ 4,8″ N, 14° 41′ 20,1″ O

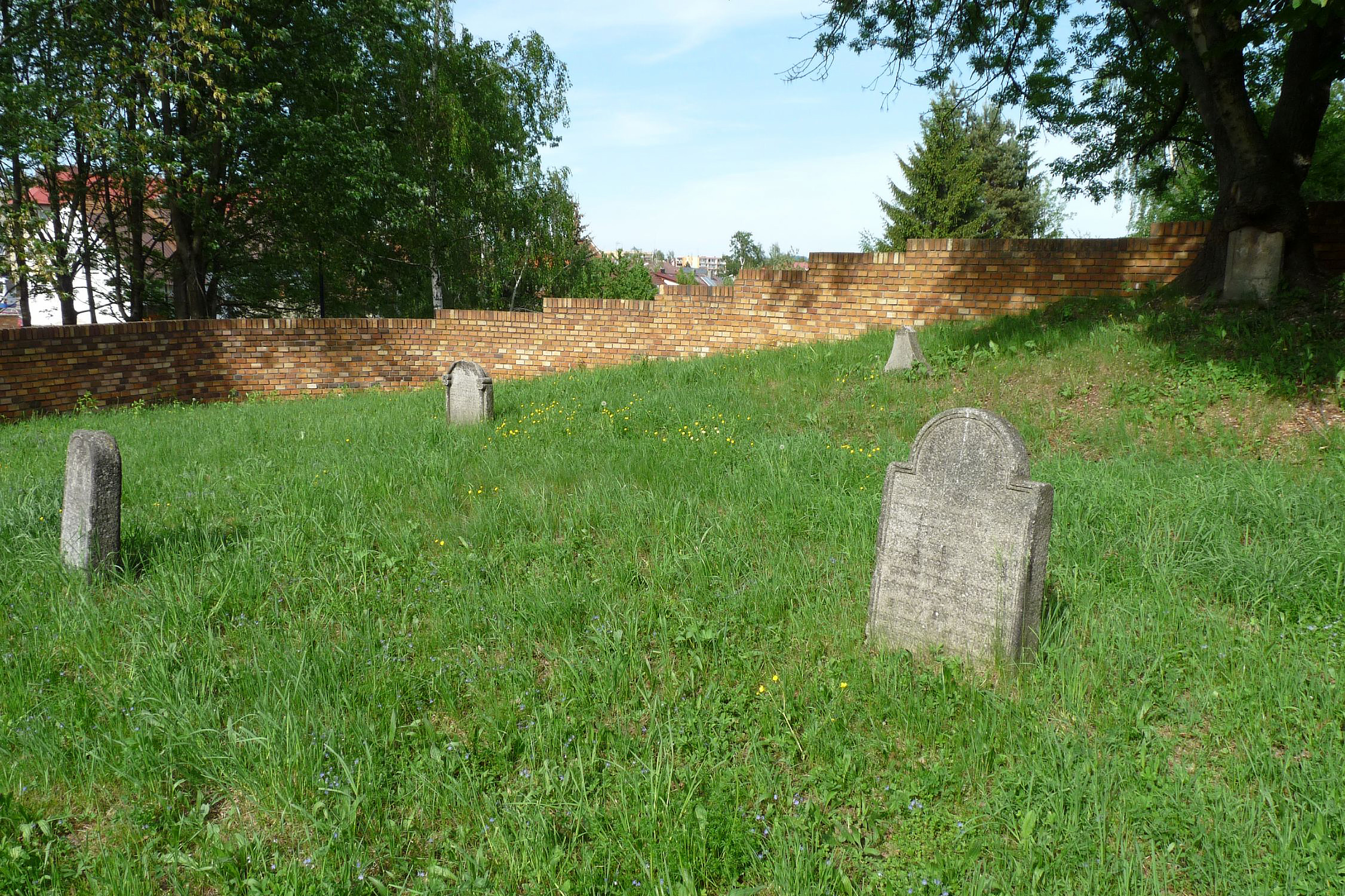
Alter jüdische Friedhof in Benešov

Der Alte jüdische Friedhof in Benešov (deutsch Beneschau), einer tschechischen Stadt im Okres Benešov in der Mittelböhmischen Region, wurde im 17. Jahrhundert angelegt. Der jüdische Friedhof ist seit 2007 ein geschütztes Kulturdenkmal.
Der Friedhof wurde nach 1980 in einen Park umgewandelt, in dem man mehrere Grabsteine (Mazewot) stehen ließ. 1984 wurde ein Teil der historischen Grabsteine auf den neuen jüdischen Friedhof in Benešov umgesetzt.